# Salem, Virginia
Salem este un oraș independent din statul american Virginia din Statele Unite ale Americii.